# Stenodyneriellus nitidus
Stenodyneriellus nitidus är en stekelart som beskrevs av Giordani Soika 1995. Stenodyneriellus nitidus ingår i släktet Stenodyneriellus och familjen Eumenidae. Inga underarter finns listade i Catalogue of Life.